# فيليب جاي توماس
فيليب جاي توماس هو عسكري كندي، ولد في 26 مارس 1921 في فيكتوريا في كندا، وتوفي في 26 يناير 2007.

## وصلات خارجية
- فيليب جاي توماس على موقع ميوزك برينز (الإنجليزية)